# Радмила Шекеринска
Ра̀дмила Шекѐринска-Я̀нковска (на македонска литературна норма: Радмила Шекеринска Јанковска) е македонски политик, заместник-председател на Социалдемократическия съюз на Македония.

## Биография
Родена е през 1972 година в Скопие. Родът ѝ произхожда от Щип. Правнучка е на Александър Шекеринов и праправнучка на Христо Шекеринов. Семейството и взема дейно участие в българските националноосвободителни борби и войните за национално обединиение на България. Заради това през 1943 година баба й Радка Шекеринова моли българското правителство за вдовишка пенсия, защото мъжът ѝ е убит като „добър българин“ от сръбските власти.
Завършва през 1995 година висшето си образование в Електротехническия факултет на Скопския университет. През 1996 година е асистент по връзки в обществеността в Отворено общество за Република Македония. От 1997 до 2002 година е асистент в Електротехническия факултет.
През 2007 година завършва магистратура в престижното Училище за дипломация и право „Флетчер“ (Fletcher School of Law & Diplomacy) на Университет „Тъфтс“ (Tufts University) в САЩ.
Говори английски и френски език, автор на редица научни трудове по електротехника. Носителка е на наградата „Глобални лидери на утрешния ден“ заедно със Световния икономически форум.
Омъжена е за бизнесмена Божидар Янковски, от когото има дете.

## Политическа кариера
От 1992 г. Шекеринска е избирана няколко пъти за член на Ръководното бюро на СДСМ. От 1995 е член на Председателството на СДСМ, а през 1998 – 2006 г. е подпредседател и международен секретар на СДСМ. През 1997 – 1999 година е и говорител на СДСМ.
От 1996 до 1998 г. Шекеринска е член на Градския съвет на Скопие. През 1998 е избрана за депутат в Събранието на Република Македония. В този опозиционен период изпълнява функциите: заместник координатор на парламентарната група на СДСМ, член на комисията по външна политика, член на комисията по образование и наука, член на комисията по околна среда, младежта и спорта, член на делегацията в Междупарламентарния съюз и член на парламентарната група за сътрудничество с Европейския парламент.
На всички следващи избори (2002, 2006, 2008 и 2011) е преизбирана за депутат в Събранието на Република Македония. При управлението на СДСМ от ноември 2002 до август 2006 г. е заместник министър-председател на Република Македония с ресори европейска интеграция и координация на чуждестранната помощ.
Избрана е за председател на СДСМ на 5 ноември 2006 година, но след катастрофалните резултати на партията на извънредните парламентарни избори през пролетта на 2008 подава оставка, която на 19 септември 2008 е приета от конгреса на СДСМ. За временен председател е избран Зоран Заев, който след осем месеца предава поста на Бранко Цървенковски. През юни 2013 г. Заев е избран за председател, а Радмила Шекеринска – за заместник-председател на СДСМ.
Радмила Шекеринска е министър на отбраната на Македония от 1 юни 2017 до 3 януари 2020 и от 31 август 2020 г., съответно в първото и второто правителства на Зоран Заев. В месеците между януари и август 2020 г. е заместник министър-председател и министър на отбраната в служебното правителство предвождано от Оливер Спасовски.